# Laura (software)

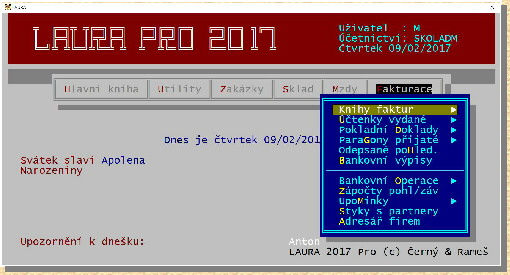
Menu programu Laura, ukázka textového režimu ve Windows 10

Účetní systém Laura (zkráceně: Účetnictví Laura) byl jeden z prvních českých ekonomických a účetních programů pro vedení ekonomické agendy podniku na počítači, který vznikl již na konci listopadu 1989, rozšířen byl pak v roce 1990. Patří mezi podnikové uživatelské informační systémy.

## Vývojové prostředí
Ekonomický systém LAURA byl vytvořen ve vývojovém prostředí jazyka MicroFocus   (COBOL)  a MicroFocus Dialog System. Analytické a vývojové postupy zahrnovaly vybrané techniky používané v rámci (Yourdon structured method) a metod firmy LBMS spojených do podoby SSADM (Structured Systems Analysis and Design Methodology). V datové analýze to bylo především Chenovo datové modelování spolu s normalizací datových modelů, s jejichž pomocí byly vytvořeny struktury souborových systémů.

### Režim zpracování
Program se ovládá klávesnicí v textovém režimu.  K výhodám textového režimu patří malý rozsah paměti potřebné pro uchovávání obsahu obrazovky, snadné ovládání a malé nároky na výkon počítače.

## Historie programu
Program vznikl již koncem listopadu 1989 pro malý okruh uživatelů, první veřejná verze 1.x  pak v roce 1990.  Program byl původně určen pro 16bitový operační systém DOS. Vytvořili jej tehdy ještě studenti VŠE Praha R. Černý a R. Rameš.  Specifické je, že na jeho vývoji se podíleli od samého začátku také sami účetní. V roce 1992 autoři zakládají veřejnou společnost R2 software. V roce 1998 vznikly první verze pro operační systém Windows 98. V roce 2012 společnost R2 zaniká a program přechází do rukou Roberta Rameše, jednoho z autorů programu. V roce 2016 vznikla verze pro 64bitový operační systém Windows 10. Program se neustále vyvíjí podle novelizovaných účetních a daňových předpisů.

### Významná data
| Rok      | Popis události |
| -------- | --- |
| Rok 1989 | program zakládá R. Rameš, vznik první verze jen pro malou skupinu uživatelů |
| Rok 1990 | vznik verze 1.0, obsahuje jen finanční účetnictví a vydané faktury a adresář firem založení podnikatelského subjektu fyzické osoby OSVČ |
| Rok 1992 | vznik verze 2.0, rozšíření o bankovní a pokladní operace, o majetek a odpisy a o mzdy jako spoluautor přichází R. Černý založení firmy R2 SOFTWARE v.o.s. začátek spolupráce (květen) s firmou White ..., zajišťující uživatelský servis klientů |
| Rok 1993 | vznik verze 2.3, rozšíření o evidenci DPH a výkaznictví veletrh Invex v Brně, setkání s Bilem Gatesem realizace PC školících projektů pro Prekos Praha, Computer Help Ing. I. Pilného, Akademii J. A. Komenského                                 |
| Rok 1996 | vznik verze 2.6, nejrozšířenější verze pro operační systém DOS |
| Rok 1998 | vznik verze 3.x pro 32bitový operační systém Windows |
| Rok 1999 | vznik poslední verze 2.9 pro klasický OS DOS |
| Rok 2000 | vznik verze 5.x pro velké podniky a počítačové sítě peer-to-peer a klient server |
| Rok 2002 | vytvořen modul pro elektronické ukládání dokladů a jejich odesílání e-mailem |
| Rok 2004 | vytvoření uživatelského rozhraní pro Portál veřejné správy ČSSZ, za což získává ocenění autor R. Černý (věcná cena mobilní telefon) |
| Rok 2005 | ukončení klasických verzí pro DOS |
| Rok 2006 | vznik služby poskytování software uživateli na dobu určitou |
| Rok 2007 | vznik verze 5.x 007 pro dálkový přístup k účetním datům |
| Rok 2012 | z firmy odchází R. Černý, jeden ze spolutvůrců programu firmu přebírá R. Rameš opět jako fyzická osoba OSVČ |
| Rok 2016 | vznik verze pro 64bitový operační systém Windows 10, rozšíření o tvorbu souborů ve formátu xml |

## Verze programu Laura
K užití byly tři verze.

### Laura verze 2.x
Byla určená pro 16bitový operační systém typu DOS. Nejrozšířenější verzí pro tento operační systém byla verze LAURA 2.6 z let 1996-1998. Poslední verzí se stala verze 2.9.

### Laura verze 3.x
Byla určená pro 32bitový a posléze i pro 64bitový operační systém typu Windows pro vedení účetnictví malých společnosti a drobných živnostníků. Byla určená k užití pro jeden lokální počítač a jednu konkrétní firmu s maximálně 3 účetnictvími.

### Laura verze 5.x
Byla určená pro větší společnosti, ale hlavně pro síťový režim propojení počítačových stanic v provedení peer-to-peer nebo klient server. Umožňovala vést libovolná počet účetnictví. Šlo o vyšší stádium verze 3.x.

## Složení programu
Program byl složen z následujících modulů:
- Finanční účetnictví a výkaznictví.
- Fakturace s tvorbou historického a aktuálního salda, zápočty pohledávek a závazků včetně dobropisů.
- Bankovní a pokladní evidence.
- Skladové hospodářství, 10 skladů a až 99 pod skladů a libovolné množství komodit.
- Evidence DPH, kontrolní hlášení, výstupy do souboru ve formátu xml, propojeno s EPO (elektronická podání daňové správy).
- Interní a daňové doklady.
- Databáze firemní korespondence.
- Majetek a odpisy.
- Mzdy a personalistika.

### Internetová média
- Oficiální webové stránky pro software Laura z let 2002-22, R2 SOFTWARE